# Ezechia
Ezechia, o Hezekiah (in ebraico: חזקיה o חזקיהו, che significa "Dio mi ha reso forte"; VIII secolo a.C. – VII secolo a.C.), fu un re di Giuda.
La datazione del suo regno è controversa: alcuni studiosi (come William F. Albright) propongono il periodo 715 a.C.-687 a.C., mentre altri (come E. R. Thiele) propongono il periodo 716 a.C.-687 a.C.

## La vita
Fu figlio del re Acaz (II Cronache 29,1) e della regina Abijah, figlia di uno Zaccaria di cui non abbiamo riferimenti storici. La regina Abijah era conosciuta anche come Abi ( 2 Re 18,1-2). Ezechia regnò per ventinove anni ( 2 Re 18,2).
Egli fa parte dell'elenco dei sovrani presenti nella genealogia di Gesù nel Vangelo secondo Matteo.
Il riferimento a questo re nella Bibbia ebraica è contenuto nel II Libro dei Re 18-20, nel Libro di Isaia, 36-39, e nel II Libro delle Cronache, 29-32. Queste fonti lo ritraggono come un sovrano grande e generoso, e che seguì in questo l'esempio del suo antenato Uzziah di Giuda.
Introdusse delle riforme in campo religioso e ripristinò alcune tradizioni di culto. Si adoperò per sradicare dal suo regno l'idolatria, distruggendo così il leggendario Serpente di Bronzo che era stato ricollocato a Gerusalemme, diventando oggetto di culto idolatra. Durante il suo regno vennero adottate diverse altre riforme come attesta il II Libro dei Re 18:4.

## L'assedio di Gerusalemme
Dopo la morte del re assiro Sargon II a cui succedette il figlio Sennacherib, Ezechia cercò di riguadagnare la sua indipendenza dal regno di Assiria. Egli si rifiutò di pagare il tributo imposto a suo padre, e «si ribellò contro il re di Assiria», alleandosi con l'Egitto (Libro di Isaia, 30-31). La sua ribellione ebbe come conseguenza l'invasione del regno di Giuda da parte di Sennacherib (II Libro dei Re, 18:13-16) durante il quarto anno di regno del re assiro (701 a.C.). 
Ezechia si preparò all'invasione assira, dando vita a una imponente e geniale opera di ingegneria, un tunnel (noto con il nome di tunnel di Ezechia), lungo 533 metri che venne scavato per rifornire d'acqua la città di Gerusalemme dalla Sorgente di Gihon, che si trovava fuori della città. L'opera viene descritta nella iscrizione di Siloam, trovata all'interno del tunnel e databile intorno al periodo del suo regno. Nello stesso tempo, venne eretto un muro intorno al pozzo di Siloam nel quale confluivano le acque provenienti dalla sorgente (Isaia, 22:11). (Una impressionante vestigia di questa struttura è l'ampio muro nel Quartiere Ebraico della Città Vecchia di Gerusalemme).
Nel corso dell'invasione, Sennacherib conquistò Lachish. "Re Tirhakah" di Kush, probabilmente l'erede della XXV dinastia d'Egitto (Taharqa), si diresse verso il regno di Giuda con lo scopo di prestare soccorso alla sua capitale Gerusalemme.
«Quando Ezechia vide che Sennacherib era giunto con l'intento di dare battaglia, si consultò con i suoi ufficiali ed i soldati per arrestare il corso dei ruscelli fuori della città… perché altrimenti, egli pensava, il Re di Assiria sarebbe giunto e avrebbe trovato acqua in abbondanza» (II Cronache, 32:2-4).
Il racconto biblico dell'assedio si trova in (Isaia, 33:1; II Libro dei Re, 18:17; II Cronache, 32:9; Isaia, 36). Nel cosiddetto prisma Taylor dove sono contenute le iscrizioni che narrano le campagne del re assiro, si afferma che nella sua guerra contro Ezechia ("Ha-za-qi-(i)a-ú") egli conquistò 46 città (colonna 3, linea 19 del prisma Taylor), e assediò Gerusalemme ("Ur-sa-li-im-mu") per mezzo di terrapieni. Vedendo la determinazione di Sennacherib, probabilmente Ezechia si risolse a offrire al re assiro un tributo che le fonti fanno ammontare a 300 talenti d'argento e 30 talenti d'oro, e spogliando poi il Tempio di Gerusalemme per raccogliere la somma promessa (II Libro dei Re, 18:14-16).
Gli Assiri chiesero al loro re di interrompere l'assedio dopo che Ezechia riconobbe Sennacherib come suo sovrano e pagò il suo tributo. Secondo il resoconto biblico, l'invasione fu scongiurata con la distruzione dell'esercito assiro grazie all'intervento divino, dopo che Ezechia pregò il Signore chiedendo aiuto.
«quella notte l'angelo del Signore venne, e si abbatté sul campo degli Assiri uccidendo 185.000 uomini.»
Erodoto afferma nelle sue Storie (2:141) che gli Assiri vennero colpiti dalla piaga dei topi. Una spiegazione più comune vuole che gli Assiri fossero ormai sfiniti per il prolungarsi dell'assedio e temevano di dover fronteggiare nuove minacce da Cush e dall'Egitto; accettando quindi di buon grado l'offerta di tributi fatta da Ezechia.

## Testimonianza archeologica dei sigilli
Nella moderna Israele sono state trovate due distinte classi di sigilli relativi a re Ezechia:
- Sigilli LMLK posti su manici di alcune giare, prese dagli scavi dello strato formatosi durante la distruzione di Sennacherib, risalenti al ventesimo anno del suo regno (Grena, 2004, p. 338).
- Bolla da documenti sigillati, alcuni dei quali appartenenti allo stesso sovrano (Grena, 2004, p. 26, Fig. 9 e 10) mentre in altri documenti ricorrono nomi di alcuni suoi servitori (obed in Ebraico), tutto provenienti dal mercato antiquario e soggetti a dispute sulla autenticità.

## Le riforme religiose
Ezechia introdusse delle riforme religiose sostanziali durante il suo regno. Esse sono:
- La concentrazione del culto di Yahweh a Gerusalemme, distruggendo tutti i templi a esso dedicati al di fuori della città e presenti in Giudea (II Libro dei Re, 18:22).
- L'abolizione dell'idolatria risorta sotto il regno di suo padre. Ezechia demolì tutti i templi idolatri e distrusse il Serpente di Bronzo che Mosè aveva eretto affinché il popolo si ricordasse di come Dio li aveva liberati, ma al quale gli Israeliti avevano invece cominciato a suo tempo a offrire tributi, trasformandolo in un idolo. (II Libro dei Re, 18:4).
- La restaurazione del pellegrinaggio della Pasqua Ebraica e la tradizione di invitare le tribù d'Israele a prendere parte alla festività (II Cronache, 30:5, 10, 13, 26).Mentre la storicità di II Cronache 30, è stata criticata, l'apporto fornito dai Sigilli LMLK dal territorio nord-occidentale di Israele (corrispondenti a II Cronache, 30:11) indica che esisteva una relazione amministrativa tra re Ezechia e la minoranza degli Israeliti del nord (cfr. "An Administrative Center of the Iron Age in Nahal Tut" di Amir Gorzalczany) ).

Quelle di Ezechia furono riforme molto importanti, poiché rimossero il politeismo del passato e rinforzarono la nozione dell'unicità di Dio.

## Questioni cronologiche
Nel Secondo Libro dei Re si afferma che "Nell'anno quattordici del re Ezechia, Sennacherib re di Assiria assalì e prese tutte le fortezze di Giuda" (18,13), insediando la base delle operazioni a Lachish e minacciò Gerusalemme, inducendo Ezechia a rinnovare il suo tributo. Le iscrizioni assire lasciano pochi dubbi sul fatto che l'invasione ebbe luogo nel 701 a.C., il che fisserebbe quindi al 714 a.C. l'anno di ascesa al trono di Ezechia.
Poiché la descrizione della presunta malattia di Ezechia nel capitolo 20 segue subito l'episodio della partenza di Sennacherib, questo significherebbe che anche la malattia di Ezechia ebbe luogo durante il quattordicesimo anno del suo regno. 
Isaia afferma che egli vivrà ancora quindici anni, regnando in totale 29 anni.
Nel Secondo Libro dei Re si afferma anche che «Nell'anno quarto del re Ezechia, cioè l'anno settimo di Osea figlio di Ela, re di Israele, Salmanassar re di Assiria marciò contro Samaria e la assediò. Dopo tre anni la prese; nell'anno sesto di Ezechia, cioè l'anno nono di Osea re di Israele, Samaria fu presa. Il re d'Assiria deportò gli Israeliti in Assiria» (18,9-11). 
L'anno della caduta di Samaria e della deportazione degli Israeliti in Assiria, il nono di re Osea, è il 722 a.C., precedente di otto anni all'ascesa al trono di Ezechia.